# Cornelius von Heyl zu Herrnsheim

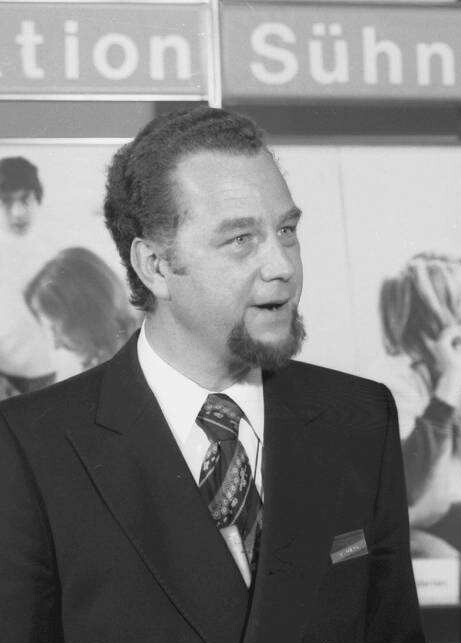
Cornelius von Heyl zu Herrnsheim (1975)

Cornelius Adalbert Freiherr von Heyl zu Herrnsheim (* 7. April 1933 in Worms; † 12. November 2023 in Bonn) war ein deutscher Jurist und Präses der Synode der Evangelischen Kirche in Deutschland (EKD).

## Leben
Cornelius von Heyl zu Herrnsheim wurde als Sohn des Unternehmers und Schriftstellers Cornelius Wilhelm Bruno von Heyl zu Herrnsheim in Worms geboren und in Donauwörth konfirmiert. Ab 1946 besuchte er die Odenwaldschule, wo er mit dem späteren Kunstsammler Cornelius Gurlitt in einer Schul-„Familie“ lebte und mit diesem eng befreundet war. An der Schule wurde von Heyl Cornibert mit Vornamen genannt, um Verwechslungen mit Gurlitt auszuschließen. Nach dem Abitur 1952 studierte er bis 1956 Rechtswissenschaft in Innsbruck, Freiburg und Marburg. Ein Jahr verbrachte er am Ökumenischen Institut Bossey. Nach dem juristischen Referendariat legte er 1960 das 2. Staatsexamen ab.
Von 1961 bis 1970 arbeitete er im Referat für Sozialethik und Gesellschaftspolitik in der Kirchenkanzlei der Evangelischen Kirche in Deutschland. Seine Aufgabe dabei war unter anderem die Geschäftsführung der Kammer für soziale Ordnung der EKD. Auch arbeitete er in dieser Zeit für den ersten Bevollmächtigten des Rates der EKD bei der Bundesregierung, Bischof Hermann Kunst. Von 1967 bis 1973 war er Präsident der Evangelischen Aktionsgemeinschaft für Familienfragen.
Von 1970 bis 1976 war er in Bonn als Rechtsanwalt tätig, bevor er in das Sozialministerium in Rheinland-Pfalz wechselte, wo er verschiedene Ämter ausübte.
Er verstarb am 12. November 2023.

### Arbeit als Mitglied und Präses der Synode
Nachdem er bereits 12 Jahre Mitglied der Synode der EKD war, wurde er 1973 zum Präses gewählt, was er bis 1985 blieb.
Kurz vor Beginn seiner Amtszeit als Präses beschloss die EKD-Synode eine neue Grundordnung, die bereits seit 1970 beraten wurde. Eine zentrale Frage dieser Grundordnung war, ob die EKD sich als Verbund der Kirchen Westdeutschlands oder als Verbund aller Kirchen der beiden deutschen Staaten verstand. Cornelius von Heyl befürwortete letztere Ansicht im Gegensatz zu den Mitgliedern des Synodalausschusses und anderer Mitglieder der Synode. Der Grundordnung als Ganzes stimmte er jedoch zu. Ihm als neu gewählten Präses oblag dann die Ratifizierung der Grundordnung durch die Gliedkirchen. Da die Württembergische Landeskirche der Grundordnung nicht zustimmte, trat sie nicht in Kraft und die formale Mitgliedschaft der Landeskirchen in der DDR wurde nicht geändert.
Die späteren Entwicklungen beschrieb von Heyl folgendermaßen: „Es wurde ein neues Kirchenamt gegründet unter Einbeziehung des Außenamts, und die Beziehungen der EKD zur Diakonie und zur Mission wurden neu geordnet. So bietet sich die evangelische Kirche immer dar: zugleich ärmlich und wunderbar seit 75 Jahren – in der juristischen Gestalt der alten EKD.“
1979 leitete er die Vollversammlung der Konferenz Europäischer Kirchen auf Kreta. Ende der 1970er reiste er mehrmals nach Korea, um sich für politisch Verfolgte einzusetzen, beispielsweise für den damaligen Oppositionsführer Kim Dae Jung.
Nach Ablauf der zweiten Amtszeit 1985 stellte sich von Heyl nicht mehr zur Wahl und Jürgen Schmude wurde zu seinem Nachfolger gewählt.

### Außerkirchliche Mitgliedschaften
Er war von 1969 bis 1979 Mitglied der CDU. Er gehörte vor der Eingemeindung Holzlars der Gemeindevertretung der Gemeinde an und bekleidete auf örtlicher Ebene Parteiämter der Union. Die Wahl von Franz Josef Strauß zum Kanzlerkandidaten war für von Heyl der Anlass, aus der Partei auszutreten.

## Veröffentlichungen
- mit Liselotte Funcke und Johannes Niemeyer: Kirche in Staat und Gesellschaft: Trennung und Partnerschaft, Gegensatz oder Ergänzung? 3. Auflage, 1975, ISBN 978-3-87959-027-8.